# LOOSE (B'zのアルバム)
『LOOSE』（ルース）は、日本の音楽ユニット・B'zが1995年11月22日にRooms RECORDSからリリースした8作目のオリジナル・アルバム。

## 概要
前作『The 7th Blues』から約1年8か月ぶりのオリジナル・アルバム。
通常盤のみの発売で、ブックレット（写真集）が付属しており、ブックレットとCDケースを入れる紙製の三方背スリーブケースも付属している。
「B'zは2人」という原点に立ち返って制作され、大きなターニングポイントとなった作品。アルバムジャケットもこれに則り、白い背景にメンバー2人が被写体になっているシンプルなものとなっている。
本作制作前に、制作スタッフ集団だった「B+U+M」を解散し、メンバー（松本孝弘・稲葉浩志）の2人が制作の中心となりサウンドを構築した。本作から稲葉もアレンジャー（編曲）としてサウンド作りから参加、池田大介もアレンジャーとして初参加している。
また、ハワイでのプリプロも行われ、そこでは4曲が制作された。
本作からアルバムに入るシングル曲の収録数が変わり、「ねがい」、「love me, I love you」、「LOVE PHANTOM」の3曲が収録されている。ただし、前年に発売された「MOTEL」は未収録となった。
前作『The 7th Blues』に引き続き歌詞カードには曲ごとに松本が使用したギターが記載されている。
演奏時間が3分台の曲が多数収録されるようになったのも本作からである。また、5分を超える曲が存在しない初めての作品でもある。
B'zのアルバムで初めて累計売上300万枚を達成し、オリジナル・アルバムでは最高売上を記録した。また初動売上は133.6万枚、3度目の歴代最高初動売上を記録した。
第10回日本ゴールドディスク大賞でグランプリ・アルバム賞を受賞した。
2018年に結成30周年記念として『DINOSAUR』までのオリジナル・アルバムと共にアナログレコード化された。

## 収録曲
| 全作詞: 稲葉浩志（#14を除く）、全作曲: 松本孝弘。 |                                       |                       |            |                              |      |
| #                                                 | タイトル                              | 作詞                  | 作曲・編曲 | 編曲                         | 時間 |
| 1.                                                | 「spirit loose」                      | 稲葉浩志（#14を除く） | 松本孝弘   | 松本孝弘                     | 1:04 |
| 2.                                                | 「ザ・ルーズ」                        | 稲葉浩志（#14を除く） | 松本孝弘   | 松本孝弘・稲葉浩志・池田大介 | 3:32 |
| 3.                                                | 「ねがい ("BUZZ!!" STYLE)」           | 稲葉浩志（#14を除く） | 松本孝弘   | 松本孝弘・稲葉浩志           | 5:01 |
| 4.                                                | 「夢見が丘」                          | 稲葉浩志（#14を除く） | 松本孝弘   | 松本孝弘・稲葉浩志           | 4:40 |
| 5.                                                | 「BAD COMMUNICATION (000-18)」        | 稲葉浩志（#14を除く） | 松本孝弘   | 松本孝弘・稲葉浩志           | 4:57 |
| 6.                                                | 「消えない虹」                        | 稲葉浩志（#14を除く） | 松本孝弘   | 松本孝弘・稲葉浩志・池田大介 | 3:37 |
| 7.                                                | 「love me, I love you (with G Bass)」 | 稲葉浩志（#14を除く） | 松本孝弘   | 松本孝弘・池田大介           | 3:20 |
| 8.                                                | 「LOVE PHANTOM」                      | 稲葉浩志（#14を除く） | 松本孝弘   | 松本孝弘・池田大介           | 4:40 |
| 9.                                                | 「敵がいなけりゃ」                    | 稲葉浩志（#14を除く） | 松本孝弘   | 松本孝弘・明石昌夫           | 3:14 |
| 10.                                               | 「砂の花びら」                        | 稲葉浩志（#14を除く） | 松本孝弘   | 松本孝弘・稲葉浩志           | 3:41 |
| 11.                                               | 「キレイな愛じゃなくても」            | 稲葉浩志（#14を除く） | 松本孝弘   | 松本孝弘・稲葉浩志・池田大介 | 4:04 |
| 12.                                               | 「BIG」                               | 稲葉浩志（#14を除く） | 松本孝弘   | 松本孝弘・稲葉浩志           | 2:53 |
| 13.                                               | 「drive to MY WORLD」                 | 稲葉浩志（#14を除く） | 松本孝弘   | 松本孝弘・稲葉浩志           | 4:09 |
| 14.                                               | 「spirit loose II」(Secret Track)     | 稲葉浩志（#14を除く） | 松本孝弘   | 松本孝弘                     | 0:59 |
| 合計時間:                                         | 合計時間:                             | 合計時間:             | 49:51      |                              |      |

## 楽曲解説
1. spirit loose
  - 当初はレコーディング・ブース内の10箇所にラジカセを設置して録音していたが、音が悪く断念したという話がある[5]。
  - 松本によるエレクトリック・ギターの伴奏と、稲葉のシャウトだけで構成されている。曲の終了と同時に「ザ・ルーズ」へと続く。
  - ブックレットに歌詞は記載されていないが実際には歌詞（全英詞）が存在し、ブックレットにも「作詞:稲葉浩志」と表記されている。
2. ザ・ルーズ
  - ハワイで制作された楽曲[6]。
  - アルバムタイトルの正式な読みは「ルース」だが、こちらには濁点が付いている。
  - 歌詞は家庭教師のアルバイトをしていた大学生時代の稲葉の経験をモチーフにしており[6]、「授業はサボりたい」、「家賃なんて払いたくない」など愚痴っぽいフレーズが多数登場する。また、「ファミコン」という単語、ブックレットに記載されていない台詞やラップがあるのも特徴。
3. ねがい ("BUZZ!!" STYLE)
  - 16thシングルのアルバムバージョン。
  - 同年に行われたツアー『B'z LIVE-GYM Pleasure '95 "BUZZ!!"』で披露されたアレンジで、シングルバージョンよりもロック色が強くなっている[7]。
  - ライブでシングルバージョンを演奏する場合でも、イントロのピアノはこのアルバムバージョンを用いることがほとんどである。
4. 夢見が丘
  - ファンからの人気が高く、ベスト・アルバム『B'z The Best "ULTRA Treasure"』のファン投票で6位にランクインして収録された[8]。
  - 香港での人気投票では第1位となり、『B'z LIVE-GYM in Taipei 2001』、『B'z LIVE-GYM in Hong Kong 2001』で演奏された。また、現地で発売された『B'z The Best "Treasure"』にはボーナストラックとして収録された。日本では2008年に行われた『B'z LIVE-GYM 2008 "ACTION"』で約12年ぶりに演奏され、その後も『B'z LIVE-GYM Pleasure 2013 -ENDLESS SUMMER-』、無観客配信ライブ『B'z SHOWCASE 2020 -5 ERAS 8820-』のDay2でも演奏された[9]。
5. BAD COMMUNICATION (000-18)
  - 1stミニ・アルバム『BAD COMMUNICATION』収録曲のリメイクバージョン。
  - 前年に行われた『B'z LIVE-GYM '94 "The 9th Blues"』で披露されたアコースティック・バージョンが元になっている[10]。
  - 「000-18」とは、本曲で使用しているマーティンの「000-18」（トリプル・オー・エイティーンと読む）というアコースティック・ギターに由来する[10]。
  - キーは原曲より半音高いホ短調に設定されており、原曲にあった3番はカットされ、演奏時間も短くなっている。
  - 一部歌詞カードと歌唱が異なる部分があり、歌詞カードに注意書きがされている。
  - 『"BUZZ!!" THE MOVIE』のエンドロールに本曲が使われている。
  - 後年の一部のライブではこのバージョンのギターリフを取り入れたアレンジで演奏されている[注 3]。
6. 消えない虹
  - ピアノを中心に構成されたバラードで、B'zの楽曲では最もギターが使用されていない曲の一つ。
  - ハワイでのプリプロ終盤に制作された[6]。
  - ファンからの人気が高く、ベスト・アルバム『B'z The Best "Treasure"』の収録曲を決めるファン投票では25位となり[11]収録を逃したが、『B'z The Best "ULTRA Treasure"』では28位となり収録された[8]。また、バラード・ベスト・アルバム『The Ballads 〜Love & B'z〜』にも収録されている。
  - DVD『"BUZZ!!" THE MOVIE』では、エンドロールにて全英詞のデモバージョンを聴くことができる。
7. love me, I love you (with G Bass)
  - 17thシングルのアルバムバージョン。
  - 「with G Bass」の「G」は「Great（グレート）」と、金髪（Golden hair）だったサポートメンバーの明石昌夫を意味する[12]。
  - 「アルバムでは雰囲気を変えたい」ということから、ベースが打ち込みから生音に差し替えられ、ギターの音が大きくなっている[13]ほか、コーラスが一部追加されている。
  - ライブではこのバージョンのコーラスが使用される。
8. LOVE PHANTOM
  - 18thシングル。
9. 敵がいなけりゃ
  - 1998年にビーイングと契約終了した明石昌夫が在籍時にアレンジに加わった最後の曲[注 4]。
  - 軍隊の行進曲をイメージする社会風刺の曲。
  - 歌詞は主にジャーナリズムに対して、批判精神の形骸化、自己目的化、物神化を皮肉っている。
10. 砂の花びら
  - 前曲「敵がいなけりゃ」と共にライブ未演奏。
11. キレイな愛じゃなくても
12. BIG
  - アコースティック・ギターと打ち込みだけで作られた曲だが、アレンジはアメリカン・ロック調など数パターン存在していた[12]。
  - 歌詞は曲名の通り、自分の周りに起きた様々な出来事をきっかけに「明日を大きく生きる」と決意する男を歌っている。
  - MVも制作されており、赤いオープンカーを運転しながら歌う稲葉と、そのオープンカーに乗りながらギターを弾く松本の映像で構成されている。
  - アルバムツアー以降長らく演奏されていなかったが、2023年に行われたツアー『B'z LIVE-GYM Pleasure 2023 -STARS-』で約27年ぶりに演奏された[14][15]。
13. drive to MY WORLD
  - ハワイで制作された楽曲[6]。
  - ギターとオルガンが楽曲全体の色を特徴付けており、バンド色の強い楽曲・編曲。
14. spirit loose II
  - シークレットトラック。
  - エレクトリック・ギターとフットステップだけで作られたインストゥルメンタル。
  - 本曲は、パッケージなどに記載されておらず[注 5]シークレットトラック扱いされているが、日本レコード協会へ正式な曲名を申請しなくてはいけないため曲名が付けられた。
  - 台湾版、香港盤でもこの曲名が付けられている。なお、BGV.JP内で配信された『LOOSE』でも、14曲目は「spirit loose II」とされている[16]。
15. ねがい (LIVE ver.)
  - 台湾盤、香港盤にのみ収録されているボーナス・トラック。音源は過去の映像作品のもの。
16. LOVE PHANTOM (LIVE ver.)
  - 台湾盤、香港盤にのみ収録されているボーナス・トラック。音源は過去の映像作品のもの。

## 参加ミュージシャン
- 松本孝弘:ギター、全曲作曲・編曲
- 稲葉浩志:ボーカル、コーラス、全曲作詞、編曲（#2-6.10-13）
- 池田大介:編曲（#2.6-8.11）
- 明石昌夫:ベース（#2.3.7.9.11.13）、編曲（#9）
- 伊藤広規:ベース（#4-6）
- 六川正彦:ベース（#10）
- 青山純:ドラム（#2-7.9.11.13）
- そうる透:ドラム（#10）
- 小野塚晃:ピアノ・オルガン・シンセサイザー（#3-6.9-13）、プログラミング
- 増田隆宣:オルガン（#9）
- 佐々木史郎:トランペット（#2.3.7）
- 小林太:トランペット（#2.3.7）
- 数原晋:トランペット（#9）
- 林研一郎:トランペット（#9）
- 中路英明:トロンボーン（#2.3.7）
- 中川英二郎:トロンボーン（#9）
- 平原智:サックス（#9）
- 勝田かず樹:サックス（#2.3.7）
- 妹尾隆一郎:ブルースハープ（#5）
- 日色Strings:ストリングス（#4.6.7.11）
- 篠崎Strings:ストリングス（#8）
- 生沢佑一:コーラス（#3）
- 千葉彩由実:コーラス（#3）
- 古川真一:コーラス（#6）
- 岩切玲子:コーラス（#7）
- 宇徳敬子:ボイス（#8）
- 森朱美:オペラ（#8）

## ライブ映像作品
シングル曲については各作品の項目を参照
夢見が丘
- B'z LIVE-GYM Pleasure 2013 ENDLESS SUMMER -XXV BEST-
- B'z SHOWCASE 2020 -5 ERAS 8820- Day1〜5

BIG
- B'z LIVE-GYM Pleasure 2023 -STARS-